# Coupe de France de rugby à XIII 1964-1965
Navigation
Édition précédente Édition suivante
La Coupe de France de rugby à XIII 1964-1965 est la 27e édition de la Coupe de France, compétition à élimination directe mettant aux prises des clubs de rugby à XIII amateurs et professionnels affiliés à la Fédération française de jeu à XIII (aujourd'hui Fédération française de rugby à XIII).

## Liste des équipes en compétition en huitièmes de finale
| \| AS Carcassonne RC Marseille RC Albigeois Toulouse olympique XIII Bordeaux XIII FC Lézignan RC Saint-Gaudens XIII Catalan SU Cavaillon Montpellier XIII XIII Limouxin RC Carpentras SO Avignon US Villeneuve Villefranche XIII Palau XIII \| Clubs prenant part à la Coupe de France de rugby à XIII 1965. |
| AS Carcassonne RC Marseille RC Albigeois Toulouse olympique XIII Bordeaux XIII FC Lézignan RC Saint-Gaudens XIII Catalan SU Cavaillon Montpellier XIII XIII Limouxin RC Carpentras SO Avignon US Villeneuve Villefranche XIII Palau XIII                                                                     |

## Phase finale
|  | Huitièmes de finale                 | Huitièmes de finale      | Huitièmes de finale            | Huitièmes de finale      |             |             | Quarts de finale           | Quarts de finale           | Quarts de finale           | Quarts de finale           |  |  | Demi-finales                          | Demi-finales                          | Demi-finales                          | Demi-finales                          |  |  | Finale                    | Finale                    | Finale                    | Finale                    |
|  |                                     |                          |                                |                          |             |             |                            |                            |                            |                            |  |  |                                       |                                       |                                       |                                       |  |  |                           |                           |                           |                           |
|  | Le 7 mars 1965 à Avignon            | Le 7 mars 1965 à Avignon | Le 7 mars 1965 à Avignon       | Le 7 mars 1965 à Avignon |             |             | Le 11 avril 1965 à Avignon | Le 11 avril 1965 à Avignon | Le 11 avril 1965 à Avignon | Le 11 avril 1965 à Avignon |  |  | Le 25 avril 1965 à Villeneuve-sur-Lot | Le 25 avril 1965 à Villeneuve-sur-Lot | Le 25 avril 1965 à Villeneuve-sur-Lot | Le 25 avril 1965 à Villeneuve-sur-Lot |  |  | Le 9 mai 1965 à Perpignan | Le 9 mai 1965 à Perpignan | Le 9 mai 1965 à Perpignan | Le 9 mai 1965 à Perpignan |
|  | Marseille                           | Marseille                | 7                              | 7                        |             |             | Le 11 avril 1965 à Avignon | Le 11 avril 1965 à Avignon | Le 11 avril 1965 à Avignon | Le 11 avril 1965 à Avignon |  |  | Le 25 avril 1965 à Villeneuve-sur-Lot | Le 25 avril 1965 à Villeneuve-sur-Lot | Le 25 avril 1965 à Villeneuve-sur-Lot | Le 25 avril 1965 à Villeneuve-sur-Lot |  |  | Le 9 mai 1965 à Perpignan | Le 9 mai 1965 à Perpignan | Le 9 mai 1965 à Perpignan | Le 9 mai 1965 à Perpignan |
|  | Marseille                           | Marseille                | 7                              | 7                        |             |             | Le 11 avril 1965 à Avignon | Le 11 avril 1965 à Avignon | Le 11 avril 1965 à Avignon | Le 11 avril 1965 à Avignon |  |  | Le 25 avril 1965 à Villeneuve-sur-Lot | Le 25 avril 1965 à Villeneuve-sur-Lot | Le 25 avril 1965 à Villeneuve-sur-Lot | Le 25 avril 1965 à Villeneuve-sur-Lot |  |  | Le 9 mai 1965 à Perpignan | Le 9 mai 1965 à Perpignan | Le 9 mai 1965 à Perpignan | Le 9 mai 1965 à Perpignan |
|  | Cavaillon                           | Cavaillon                | 5                              | 5                        |             |             | Le 11 avril 1965 à Avignon | Le 11 avril 1965 à Avignon | Le 11 avril 1965 à Avignon | Le 11 avril 1965 à Avignon |  |  | Le 25 avril 1965 à Villeneuve-sur-Lot | Le 25 avril 1965 à Villeneuve-sur-Lot | Le 25 avril 1965 à Villeneuve-sur-Lot | Le 25 avril 1965 à Villeneuve-sur-Lot |  |  | Le 9 mai 1965 à Perpignan | Le 9 mai 1965 à Perpignan | Le 9 mai 1965 à Perpignan | Le 9 mai 1965 à Perpignan |
|  | Cavaillon                           | Cavaillon                | 5                              | 5                        | Marseille   | Marseille   | 20                         | 20                         |                            |                            |  |  | Le 25 avril 1965 à Villeneuve-sur-Lot | Le 25 avril 1965 à Villeneuve-sur-Lot | Le 25 avril 1965 à Villeneuve-sur-Lot | Le 25 avril 1965 à Villeneuve-sur-Lot |  |  | Le 9 mai 1965 à Perpignan | Le 9 mai 1965 à Perpignan | Le 9 mai 1965 à Perpignan | Le 9 mai 1965 à Perpignan |
|  | Le 7 mars 1965 à Tonneins           |                          |                                |                          | Marseille   | Marseille   | 20                         | 20                         |                            |                            |  |  | Le 25 avril 1965 à Villeneuve-sur-Lot | Le 25 avril 1965 à Villeneuve-sur-Lot | Le 25 avril 1965 à Villeneuve-sur-Lot | Le 25 avril 1965 à Villeneuve-sur-Lot |  |  | Le 9 mai 1965 à Perpignan | Le 9 mai 1965 à Perpignan | Le 9 mai 1965 à Perpignan | Le 9 mai 1965 à Perpignan |
|  |                                     |                          | Bordeaux                       | Bordeaux                 | 10          | 10          |                            |                            |                            |                            |  |  | Le 25 avril 1965 à Villeneuve-sur-Lot | Le 25 avril 1965 à Villeneuve-sur-Lot | Le 25 avril 1965 à Villeneuve-sur-Lot | Le 25 avril 1965 à Villeneuve-sur-Lot |  |  | Le 9 mai 1965 à Perpignan | Le 9 mai 1965 à Perpignan | Le 9 mai 1965 à Perpignan | Le 9 mai 1965 à Perpignan |
|  | Bordeaux-Facture                    | Bordeaux-Facture         | Bordeaux                       | Bordeaux                 | 10          | 10          | 9                          | 9                          |                            |                            |  |  | Le 25 avril 1965 à Villeneuve-sur-Lot | Le 25 avril 1965 à Villeneuve-sur-Lot | Le 25 avril 1965 à Villeneuve-sur-Lot | Le 25 avril 1965 à Villeneuve-sur-Lot |  |  | Le 9 mai 1965 à Perpignan | Le 9 mai 1965 à Perpignan | Le 9 mai 1965 à Perpignan | Le 9 mai 1965 à Perpignan |
|  | Bordeaux-Facture                    | Bordeaux-Facture         | Le 11 avril 1965 à Toulouse    |                          |             |             | 9                          | 9                          |                            |                            |  |  | Le 25 avril 1965 à Villeneuve-sur-Lot | Le 25 avril 1965 à Villeneuve-sur-Lot | Le 25 avril 1965 à Villeneuve-sur-Lot | Le 25 avril 1965 à Villeneuve-sur-Lot |  |  | Le 9 mai 1965 à Perpignan | Le 9 mai 1965 à Perpignan | Le 9 mai 1965 à Perpignan | Le 9 mai 1965 à Perpignan |
|  | Montpellier                         | Montpellier              | 4                              | 4                        |             |             |                            |                            |                            |                            |  |  | Le 25 avril 1965 à Villeneuve-sur-Lot | Le 25 avril 1965 à Villeneuve-sur-Lot | Le 25 avril 1965 à Villeneuve-sur-Lot | Le 25 avril 1965 à Villeneuve-sur-Lot |  |  | Le 9 mai 1965 à Perpignan | Le 9 mai 1965 à Perpignan | Le 9 mai 1965 à Perpignan | Le 9 mai 1965 à Perpignan |
|  | Montpellier                         | Montpellier              | 4                              | 4                        | Marseille   | Marseille   | 14                         | 14                         |                            |                            |  |  |                                       |                                       |                                       |                                       |  |  | Le 9 mai 1965 à Perpignan | Le 9 mai 1965 à Perpignan | Le 9 mai 1965 à Perpignan | Le 9 mai 1965 à Perpignan |
|  | Le 7 mars 1965 à Cavaillon          |                          |                                |                          | Marseille   | Marseille   | 14                         | 14                         |                            |                            |  |  |                                       |                                       |                                       |                                       |  |  | Le 9 mai 1965 à Perpignan | Le 9 mai 1965 à Perpignan | Le 9 mai 1965 à Perpignan | Le 9 mai 1965 à Perpignan |
|  |                                     |                          | Albi                           | Albi                     | 0           | 0           |                            |                            |                            |                            |  |  |                                       |                                       |                                       |                                       |  |  | Le 9 mai 1965 à Perpignan | Le 9 mai 1965 à Perpignan | Le 9 mai 1965 à Perpignan | Le 9 mai 1965 à Perpignan |
|  | Albi                                | Albi                     | Albi                           | Albi                     | 0           | 0           | 10                         | 10                         |                            |                            |  |  |                                       |                                       |                                       |                                       |  |  | Le 9 mai 1965 à Perpignan | Le 9 mai 1965 à Perpignan | Le 9 mai 1965 à Perpignan | Le 9 mai 1965 à Perpignan |
|  | Albi                                | Albi                     | Le 25 avril 1965 à Limoux      |                          |             |             | 10                         | 10                         |                            |                            |  |  |                                       |                                       |                                       |                                       |  |  | Le 9 mai 1965 à Perpignan | Le 9 mai 1965 à Perpignan | Le 9 mai 1965 à Perpignan | Le 9 mai 1965 à Perpignan |
|  | Carpentras                          | Carpentras               | 9                              | 9                        |             |             |                            |                            |                            |                            |  |  |                                       |                                       |                                       |                                       |  |  | Le 9 mai 1965 à Perpignan | Le 9 mai 1965 à Perpignan | Le 9 mai 1965 à Perpignan | Le 9 mai 1965 à Perpignan |
|  | Carpentras                          | Carpentras               | 9                              | 9                        | Albi        | Albi        | 8                          | 8                          |                            |                            |  |  |                                       |                                       |                                       |                                       |  |  | Le 9 mai 1965 à Perpignan | Le 9 mai 1965 à Perpignan | Le 9 mai 1965 à Perpignan | Le 9 mai 1965 à Perpignan |
|  | Le 7 mars 1965 à Toulouse           |                          |                                |                          | Albi        | Albi        | 8                          | 8                          |                            |                            |  |  |                                       |                                       |                                       |                                       |  |  | Le 9 mai 1965 à Perpignan | Le 9 mai 1965 à Perpignan | Le 9 mai 1965 à Perpignan | Le 9 mai 1965 à Perpignan |
|  |                                     |                          | Lézignan                       | Lézignan                 | 0           | 0           |                            |                            |                            |                            |  |  |                                       |                                       |                                       |                                       |  |  | Le 9 mai 1965 à Perpignan | Le 9 mai 1965 à Perpignan | Le 9 mai 1965 à Perpignan | Le 9 mai 1965 à Perpignan |
|  | Lézignan                            | Lézignan                 | Lézignan                       | Lézignan                 | 0           | 0           | 17                         | 17                         |                            |                            |  |  |                                       |                                       |                                       |                                       |  |  | Le 9 mai 1965 à Perpignan | Le 9 mai 1965 à Perpignan | Le 9 mai 1965 à Perpignan | Le 9 mai 1965 à Perpignan |
|  | Lézignan                            | Lézignan                 | Le 11 avril 1965 à Lézignan    |                          |             |             | 17                         | 17                         |                            |                            |  |  |                                       |                                       |                                       |                                       |  |  | Le 9 mai 1965 à Perpignan | Le 9 mai 1965 à Perpignan | Le 9 mai 1965 à Perpignan | Le 9 mai 1965 à Perpignan |
|  | Limoux                              | Limoux                   | 5                              | 5                        |             |             |                            |                            |                            |                            |  |  |                                       |                                       |                                       |                                       |  |  | Le 9 mai 1965 à Perpignan | Le 9 mai 1965 à Perpignan | Le 9 mai 1965 à Perpignan | Le 9 mai 1965 à Perpignan |
|  | Limoux                              | Limoux                   | 5                              | 5                        | Marseille   | Marseille   | 13                         | 13                         |                            |                            |  |  |                                       |                                       |                                       |                                       |  |  |                           |                           |                           |                           |
|  | Le 7 mars 1965 à Albi               |                          |                                |                          | Marseille   | Marseille   | 13                         | 13                         |                            |                            |  |  |                                       |                                       |                                       |                                       |  |  |                           |                           |                           |                           |
|  |                                     |                          | Carcassonne                    | Carcassonne              | 8           | 8           |                            |                            |                            |                            |  |  |                                       |                                       |                                       |                                       |  |  |                           |                           |                           |                           |
|  | Carcassonne                         | Carcassonne              | Carcassonne                    | Carcassonne              | 8           | 8           | 14                         | 14                         |                            |                            |  |  |                                       |                                       |                                       |                                       |  |  |                           |                           |                           |                           |
|  | Carcassonne                         | Carcassonne              |                                |                          |             |             |                            | 14                         |                            |                            |  |  |                                       |                                       |                                       |                                       |  |  |                           |                           |                           |                           |
|  | Villeneuve-sur-Lot                  | Villeneuve-sur-Lot       | 4                              | 4                        |             |             |                            |                            |                            |                            |  |  |                                       |                                       |                                       |                                       |  |  |                           |                           |                           |                           |
|  | Villeneuve-sur-Lot                  | Villeneuve-sur-Lot       | 4                              | 4                        | Carcassonne | Carcassonne | 17                         | 17                         |                            |                            |  |  |                                       |                                       |                                       |                                       |  |  |                           |                           |                           |                           |
|  | Le 7 mars 1965 à Lézignan           |                          |                                |                          | Carcassonne | Carcassonne | 17                         | 17                         |                            |                            |  |  |                                       |                                       |                                       |                                       |  |  |                           |                           |                           |                           |
|  |                                     |                          | XIII Catalan                   | XIII Catalan             | 6           | 6           |                            |                            |                            |                            |  |  |                                       |                                       |                                       |                                       |  |  |                           |                           |                           |                           |
|  | XIII Catalan                        | XIII Catalan             | XIII Catalan                   | XIII Catalan             | 6           | 6           | 24                         | 24                         |                            |                            |  |  |                                       |                                       |                                       |                                       |  |  |                           |                           |                           |                           |
|  | XIII Catalan                        | XIII Catalan             | Le 11 avril 1965 à Carcassonne |                          |             |             | 24                         | 24                         |                            |                            |  |  |                                       |                                       |                                       |                                       |  |  |                           |                           |                           |                           |
|  | Avignon                             | Avignon                  | 4                              | 4                        |             |             |                            |                            |                            |                            |  |  |                                       |                                       |                                       |                                       |  |  |                           |                           |                           |                           |
|  | Avignon                             | Avignon                  | 4                              | 4                        | Carcassonne | Carcassonne | 9                          | 9                          |                            |                            |  |  |                                       |                                       |                                       |                                       |  |  |                           |                           |                           |                           |
|  | Le 7 mars 1965 à Villeneuve-sur-Lot |                          |                                |                          | Carcassonne | Carcassonne | 9                          | 9                          |                            |                            |  |  |                                       |                                       |                                       |                                       |  |  |                           |                           |                           |                           |
|  |                                     |                          | Toulouse                       | Toulouse                 | 4           | 4           |                            |                            |                            |                            |  |  |                                       |                                       |                                       |                                       |  |  |                           |                           |                           |                           |
|  | Toulouse                            | Toulouse                 | Toulouse                       | Toulouse                 | 4           | 4           | 8                          | 8                          |                            |                            |  |  |                                       |                                       |                                       |                                       |  |  |                           |                           |                           |                           |
|  | Toulouse                            | Toulouse                 |                                |                          |             |             |                            | 8                          |                            |                            |  |  |                                       |                                       |                                       |                                       |  |  |                           |                           |                           |                           |
|  | Villefranche                        | Villefranche             | 7                              | 7                        |             |             |                            |                            |                            |                            |  |  |                                       |                                       |                                       |                                       |  |  |                           |                           |                           |                           |
|  | Villefranche                        | Villefranche             | 7                              | 7                        | Toulouse    | Toulouse    | 10                         | 10                         |                            |                            |  |  |                                       |                                       |                                       |                                       |  |  |                           |                           |                           |                           |
|  | Le 7 mars 1965 à Limoux             |                          |                                |                          | Toulouse    | Toulouse    | 10                         | 10                         |                            |                            |  |  |                                       |                                       |                                       |                                       |  |  |                           |                           |                           |                           |
|  |                                     |                          | Saint-Gaudens                  | Saint-Gaudens            | 4           | 4           |                            |                            |                            |                            |  |  |                                       |                                       |                                       |                                       |  |  |                           |                           |                           |                           |
|  | Saint-Gaudens                       | Saint-Gaudens            | Saint-Gaudens                  | Saint-Gaudens            | 4           | 4           | 18                         | 18                         |                            |                            |  |  |                                       |                                       |                                       |                                       |  |  |                           |                           |                           |                           |
|  | Saint-Gaudens                       | Saint-Gaudens            |                                |                          |             |             |                            | 18                         |                            |                            |  |  |                                       |                                       |                                       |                                       |  |  |                           |                           |                           |                           |
|  | Palau                               | Palau                    | 9                              | 9                        |             |             |                            |                            |                            |                            |  |  |                                       |                                       |                                       |                                       |  |  |                           |                           |                           |                           |
|  | Palau                               | Palau                    | 9                              | 9                        |             |             |                            |                            |                            |                            |  |  |                                       |                                       |                                       |                                       |  |  |                           |                           |                           |                           |
|  |                                     |                          |                                |                          |             |             |                            |                            |                            |                            |  |  |                                       |                                       |                                       |                                       |  |  |                           |                           |                           |                           |

### Finale
(mt : 4 - 4)
Homme du match :
Points marqués :
- Marseille : 1 essai de Savonne (77e) ; 1 transformation de Lucius (77e) ; 4 pénalités de Lucius (22e, 28e, 43e et 57e).
- Carcassonne : 4 pénalités d'H. Castel (3e, 33e, 46e et 70e).

Évolution du score : 0-2, 2-2, 4-2, 4-4 (mi-temps), 6-4, 6-6, 8-6, 8-8, 13-8
Arbitre :
Spectateurs : 8 294
Recette : 61 025 francs
Composition des équipes :
- Marseille : Marquillo - Michel Blanc, Marc Vanini, Gérard Savonne, Jean Mariat - Roger Carmouze (o), Lucius (m) - Cazaux, Robert Eramouspé, Jean Rouqueirol, Antranick Apellian, Jean Graciet, Denis Kerbrat - Entraîneur :
- Carcassonne : René Castel - Yves Raynaud, Henri Castel, Antoine Pennavayre, A. Nédorézoff - Gérard Chalet (o), François Gril (m) - R. Carrère, Delonca, Pierre Escourrou, Gil, Aldo Quaglio, Pierre Azalbert - Entraîneur : Félix Bergèse